# Malik Tillman
Malik Leon Tillman (sinh ngày 28 tháng 5 năm 2002) là một cầu thủ bóng đá chuyên nghiệp thi đấu ở vị trí tiền vệ tấn công cho câu lạc bộ Bayern München tại Bundesliga. Sinh ra ở Đức, anh đại diện cho đội tuyển quốc gia Hoa Kỳ.